# Sziklaleguán
A sziklaleguán (Cyclura) a pikkelyes hüllők (Squamata) rendjébe sorolt a leguánfélék (Iguanidae) családjának egyik neme.

## Származása, elterjedése
Kizárólag a Karib-térség szigetein honos. Fajai erősen endemikusak;  legtöbb faj vagy alfaj csak egy-egy szigetem él.

## Fajai és alfajai
- Turks-szigeti sziklaleguán (Cyclura carinata)
  - Bartsch-leguán (Cyclura carinata bartschi)
- Jamaicai leguán (Cyclura collei)
- Hispaniolai orrszarvú leguán (Cyclura cornuta)
  - Navassai leguán (Cyclura cornuta onchiopsis)
- Bahama-szigeteki sziklaleguán (Cyclura cychlura)
  - Exuma-szigeti leguán (Cyclura cychlura figginsi)
  - Allen Cays-i leguán (Cyclura cychlura inornata)
  - Andros-szigeti leguán (Cyclura cychlura cychlura)
- Kék leguán (Cyclura lewisi)
- Kubai sziklaleguán (Cyclura nubila)
  - Cyclura nubila nubila - típusalfaj -
  - Kajmán-szigeteki sziklaleguán (Cyclura nubila caymanensis)
- Anegada-szigeti sziklaleguán (Cyclura pinguis)
- Ricord-leguán (Cyclura ricordii)
- San Salvador-leguán (Cyclura rileyi)
  - White Cay-leguán (Cyclura rileyi cristata)
  - Acklins-i sziklaleguán (Cyclura rileyi nuchalis)
- Mona-szigeti leguán (Cyclura nigerrima)